# New York Yankees
New York Yankees är en professionell basebollklubb i New York i delstaten New York i USA som spelar i American League, en av de två ligorna i Major League Baseball (MLB). Klubbens hemmaarena är Yankee Stadium.
Yankees är troligen världens mest kända varumärke när det gäller baseboll. Mest kända spelare är Babe Ruth, men även Joe DiMaggio, Lou Gehrig, Mickey Mantle, Yogi Berra, Whitey Ford, Reggie Jackson och Derek Jeter är stora namn som burit Yankees klassiska kritstrecksrandiga dräkt.
Klubben ägs till 100 % av holdingbolaget Yankee Global Enterprises.

## Historia
Klubben grundades 1901 i Baltimore i Maryland under namnet Baltimore Orioles (inte att förväxla med den nuvarande klubben Baltimore Orioles i American League), men flyttade till New York redan 1903. Klubben kallades därefter New York Highlanders fram till 1913, då New York Yankees blev det officiella namnet.
Yankees har vunnit World Series hela 27 gånger, senast 2009, och har därmed överlägset flest titlar i MLB.
I maj 2013 tillkännagavs att klubben gått in som minoritetsägare i en ny klubb i Major League Soccer (MLS), New York City FC. Fotbollsklubben Manchester City är majoritetsägare.
Den 1 oktober 2015 vann klubben sin 10 000:e match som första klubb i American League. Fem klubbar i National League (San Francisco Giants, Chicago Cubs, Atlanta Braves, Los Angeles Dodgers och Pittsburgh Pirates) hade nått milstolpen tidigare.

## Hemmaarena
Hemmaarena är Yankee Stadium, invigd 2009. Första arenan i New York var Hilltop Park (1903–1912), och därefter spelade Yankees i Polo Grounds fram till 1923, då man flyttade in i den första arenan med namnet Yankee Stadium. 1974–1975 spelade man i New York Mets hemmaarena Shea Stadium medan dåvarande Yankee Stadium genomgick en grundlig renovering.

## Spelartrupp

### Aktiva
| Nr | Land                    | Pos | Namn              |
| -- | ----------------------- | --- | ----------------- |
| 35 | USA                     | P   | Clay Holmes       |
| 43 | Nicaragua               | P   | Jonathan Loáisiga |
| 45 | USA                     | P   | Gerrit Cole       |
| 47 | Dominikanska republiken | P   | Frankie Montas    |
| 50 | Kanada                  | P   | Jameson Taillon   |
| 55 | Dominikanska republiken | P   | Domingo Germán    |
| 56 | USA                     | P   | Lou Trivino       |
| 58 | Dominikanska republiken | P   | Wandy Peralta     |
| 61 | USA                     | P   | Anthony Banda     |
| 63 | USA                     | P   | Lucas Luetge      |
| 85 | USA                     | P   | Greg Weissert     |
| 86 | USA                     | P   | Clarke Schmidt    |
| 97 | USA                     | P   | Ron Marinaccio    |

| Nr | Land      | Pos | Namn               |
| -- | --------- | --- | ------------------ |
| 39 | USA       | C   | Jose Trevino       |
| 66 | USA       | C   | Kyle Higashioka    |
| 12 | USA       | INF | Isiah Kiner-Falefa |
| 25 | Venezuela | INF | Gleyber Torres     |
| 26 | USA       | INF | D.J. LeMahieu      |
| 28 | USA       | INF | Josh Donaldson     |
| 48 | Italien   | INF | Anthony Rizzo      |
| 95 | Venezuela | INF | Oswaldo Cabrera    |
| 18 | USA       | OF  | Andrew Benintendi  |
| 31 | USA       | OF  | Aaron Hicks        |
| 33 | USA       | OF  | Tim Locastro       |
| 99 | USA       | OF  | Aaron Judge        |
| 27 | USA       | DH  | Giancarlo Stanton  |

### Skadade
| Nr | Land                    | Pos | Namn            |
| -- | ----------------------- | --- | --------------- |
| 30 | Dominikanska republiken | P   | Miguel Castro   |
| 34 | USA                     | P   | Michael King    |
| 40 | Dominikanska republiken | P   | Luis Severino   |
| 53 | USA                     | P   | Zack Britton    |
| 54 | Kuba                    | P   | Aroldis Chapman |
| 57 | USA                     | P   | Chad Green      |
| 59 | USA                     | P   | Scott Effross   |

| Nr | Land                    | Pos | Namn             |
| -- | ----------------------- | --- | ---------------- |
| 65 | Kuba                    | P   | Nestor Cortés Jr |
| 81 | Dominikanska republiken | P   | Luis Gil         |
| 84 | Dominikanska republiken | P   | Albert Abreu     |
| 88 | USA                     | P   | Stephen Ridings  |
| 22 | USA                     | OF  | Harrison Bader   |
| 24 | USA                     | DH  | Matt Carpenter   |

## Fotogalleri

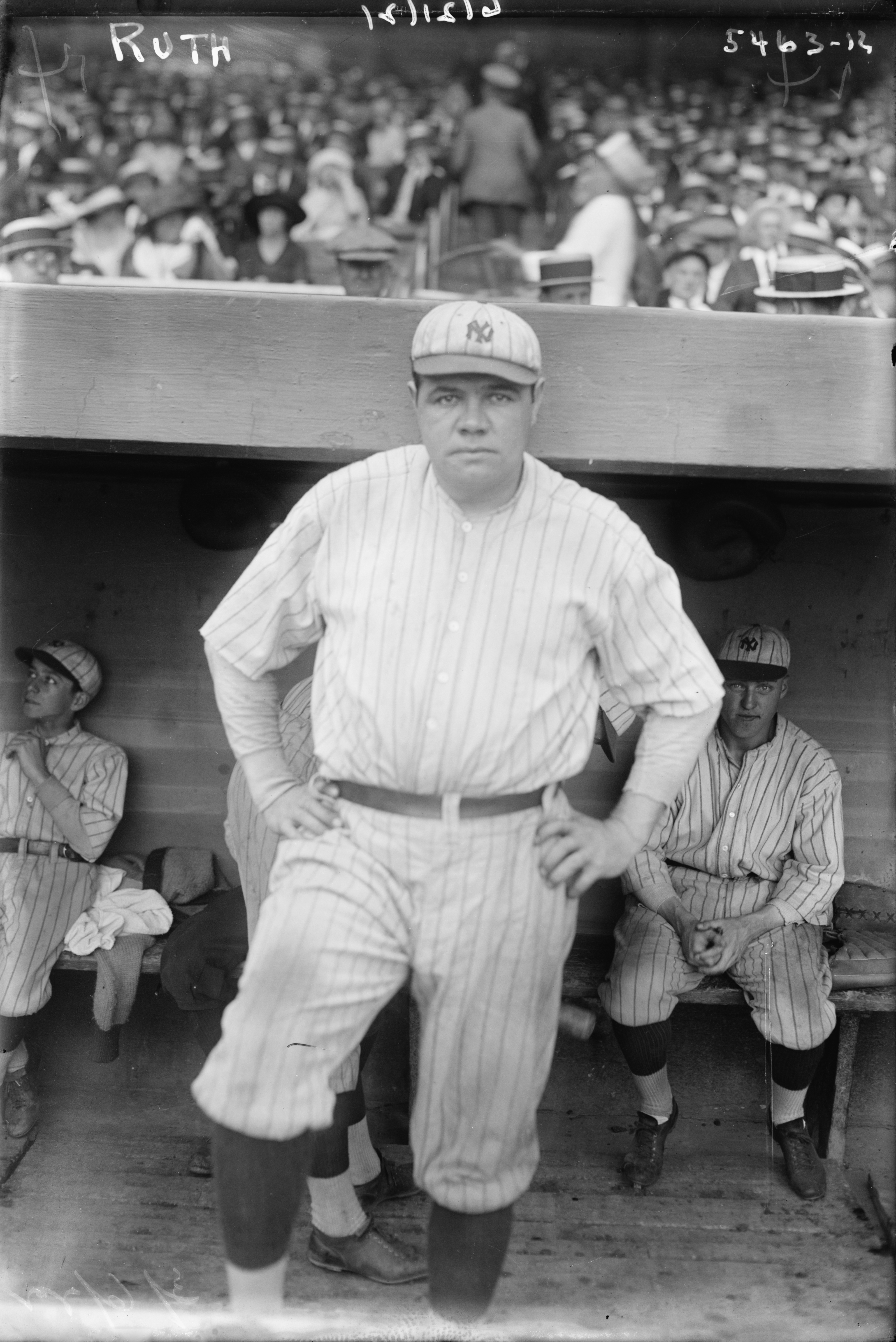
Babe Ruth.
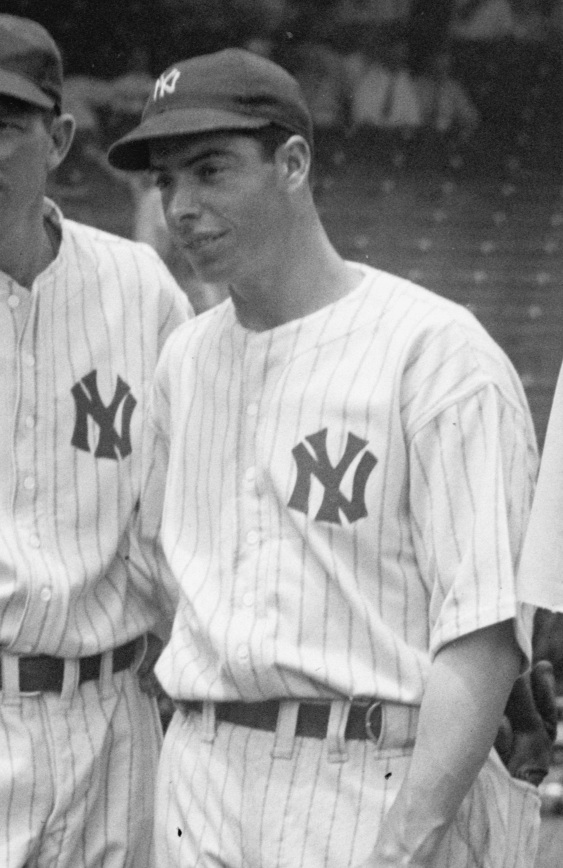
Joe DiMaggio.
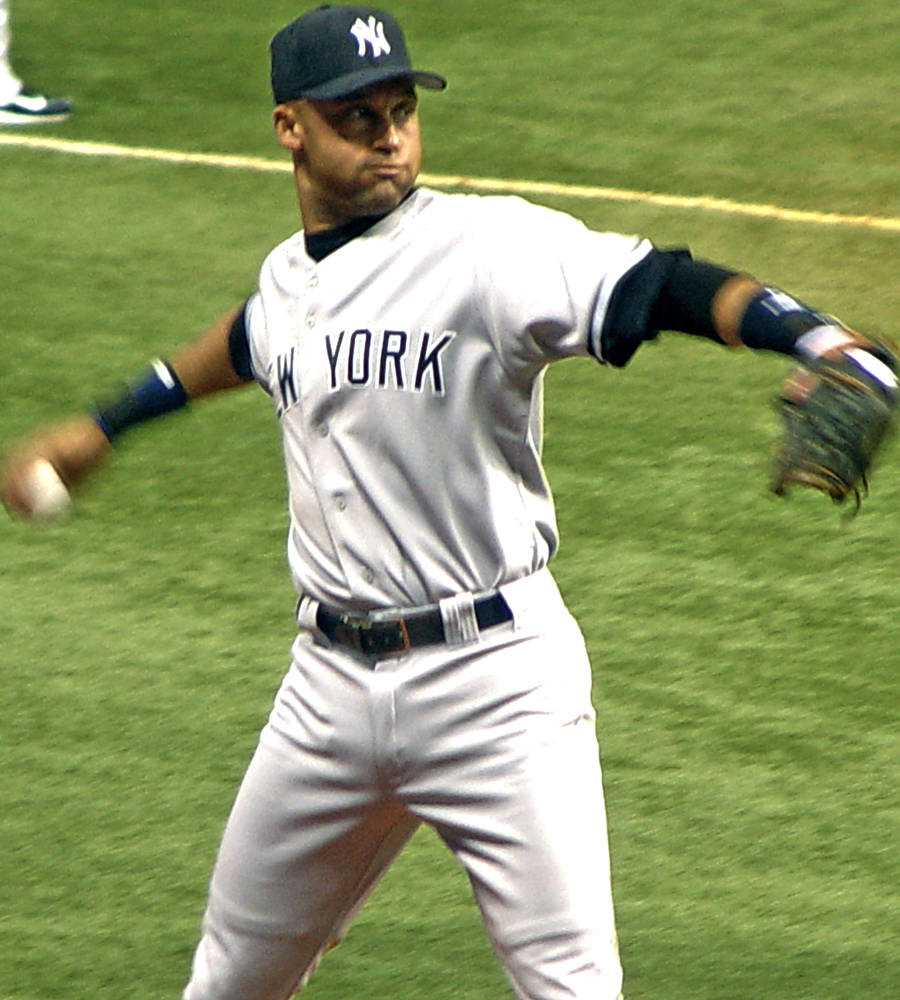
Derek Jeter.